# Psilopogon javensis
Megalaima javensis là một loài chim trong họ Megalaimidae.